# Mammern
Mammern is een gemeente en plaats in het Zwitserse kanton Thurgau, en maakt deel uit van het district Frauenfeld.
Mammern telt 562 inwoners.